# Pfeifenwinde
Die Pfeifenwinde oder auch Amerikanische Pfeifenwinde (Aristolochia macrophylla) ist eine Pflanzenart aus der Gattung der Pfeifenblumen (Aristolochia) in der Familie der Osterluzeigewächse (Aristolochiaceae).

## Beschreibung

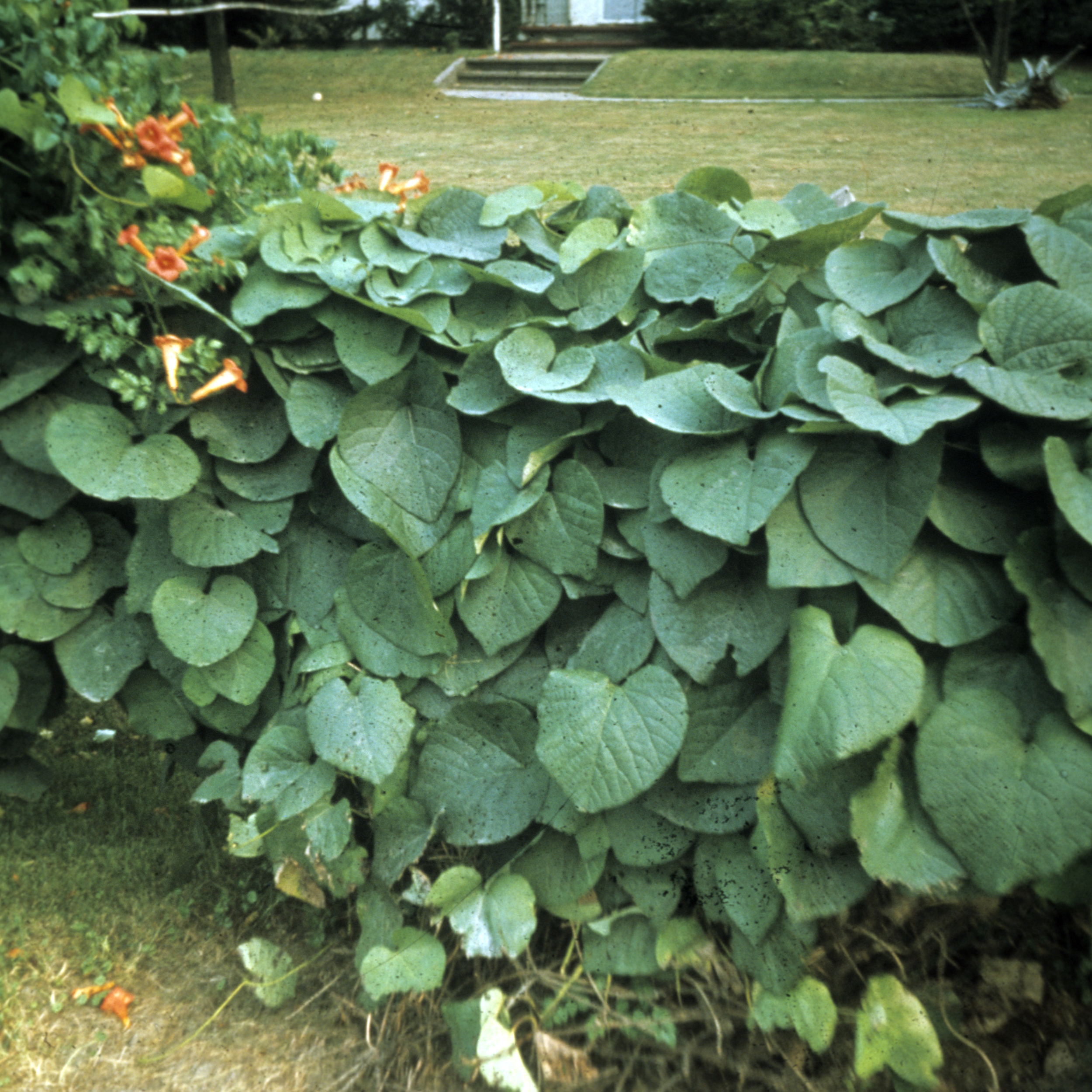
Habitus und Laubblätter

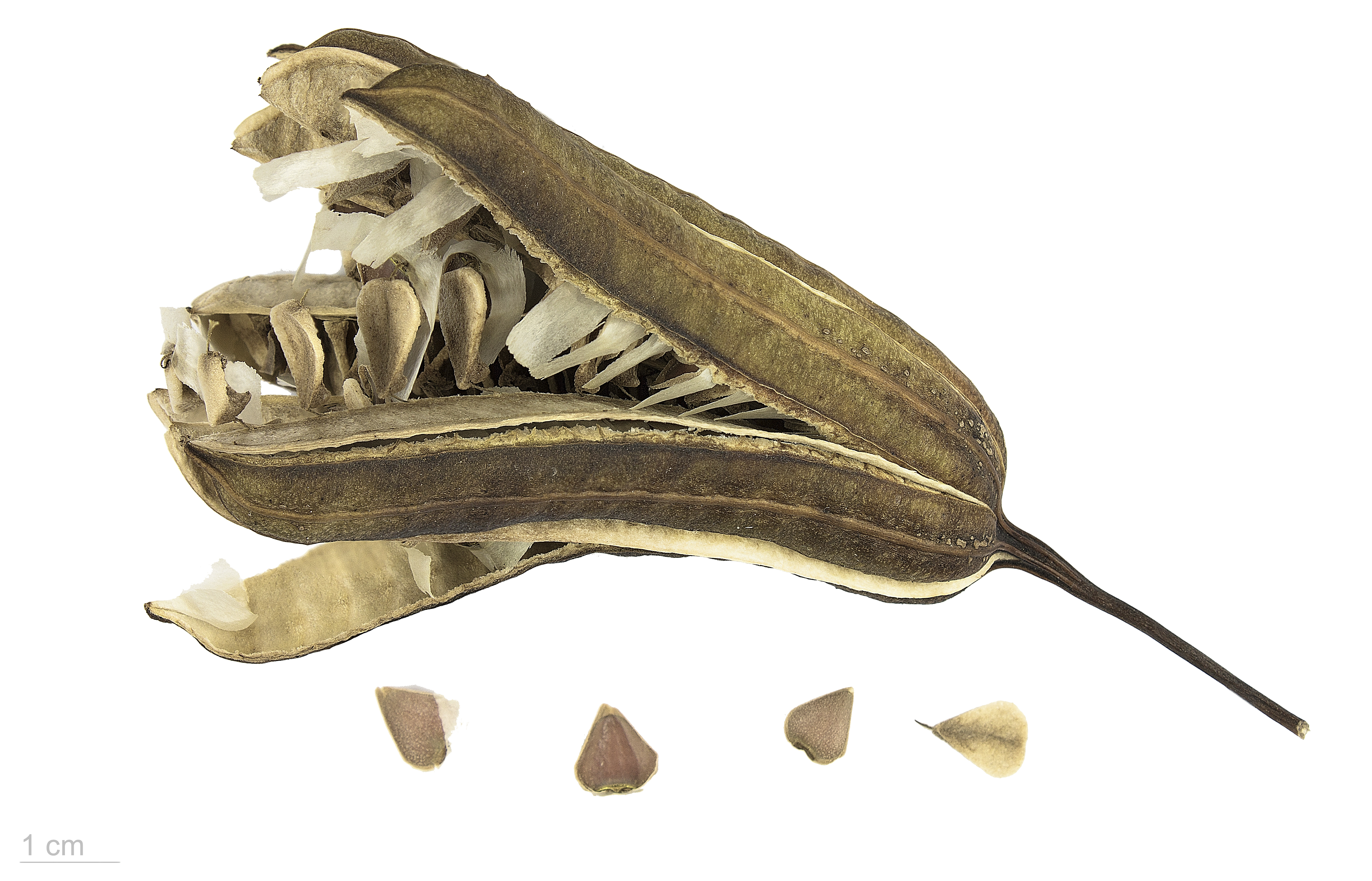
Frucht und Samen

### Vegetative Merkmale
Aristolochia macrophylla ist eine starkwüchsige, linkswindende Liane und erreicht Wuchshöhen von etwa 10 bis 20 Metern. Die wechselständigen Laubblätter sind einfach 4 bis 6 Zentimeter lang gestielt. Die dunkelgrüne Blattspreite ist herzförmig, 7 bis 34 Zentimeter lang und 10 bis 35 Zentimeter breit.

### Generative Merkmale
Die Blüten stehen einzeln in den Blattachseln an einem 3 bis 7 Zentimeter langen Stiel. Die zwittrigen Blüten sind zygomorph und dreizählig. Die außen gelbgrünen und innen braunen Blütenhüllblätter sind gattungstypisch verwachsen und tabakpfeifenförmig gestaltet. Es sind sechs Staubblätter vorhanden. Drei Fruchtblätter sind zu einem 3 bis 7 Zentimeter großen, unterständigen Fruchtknoten verwachsen. Das Gynostemium ist dreilappig. Die Blütezeit erstreckt sich vom späten Frühling bis zum Sommer.
Es wird eine sechsklappige Kapselfrucht gebildet, die 6 bis 8 Zentimeter lang und 4 bis 10 Zentimeter breit wird. Die flachen und dreikantigen Samen sind etwa 1 Zentimeter groß.
Die Chromosomenzahl beträgt 2n = 28.

## Vorkommen
Die Pfeifenwinde kommt in den Bergwäldern in Höhenlagen zwischen 50 und 1300 Metern von Pennsylvania bis Georgia und westlich von Minnesota und Kansas in Cumberland und den Blue Ridge Mountains vor.

## Inhaltsstoffe
Die Pfeifenwinde enthält Aristolochiasäuren in vegetativen Pflanzenteilen und Samen. Sie ist in allen Teilen giftig.

## Botanische Geschichte
Die Pflanze wurde durch John Bartram entdeckt. 1761 versandte er Samen nach England an Peter Collinson. Aus den Samen wurden durch den Gärtner James Gordon Pflanzen herangezogen und weiterverbreitet. 1783 wurde diese Pflanzenart als Aristolochia macrophylla durch Jean-Baptiste de Lamarck erstbeschrieben in Encyclopédie Méthodique: Botanique, Band 1, S. 255. Ein Jahr später wurde die gleiche Pflanzenart durch Charles Louis L’Héritier als Aristolochia sipho nochmals beschrieben; dieser Name gilt heute als Synonym.

## Nutzung

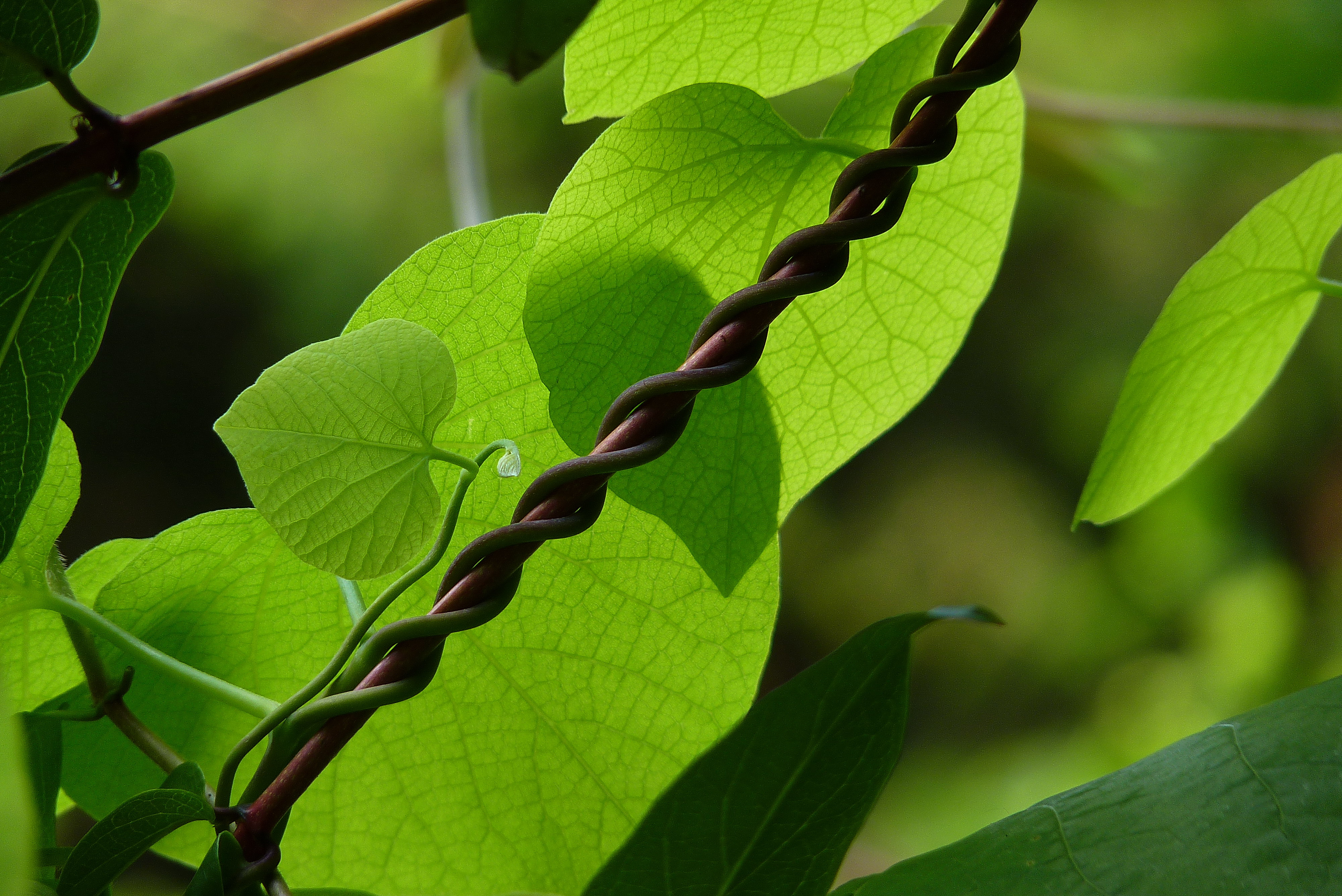
Laubblätter und gewundene Sprossachse

Die Pfeifenwinde wird als Zierpflanze für Fassadenbegrünung oder als Rankpflanze an Pergolen eingesetzt.

## Ökologie
Die Laubblätter von Aristolochia macrophylla werden von der Raupe des Schmetterlings Battus philenor gefressen.

## Trivialnamen
Für diese Pflanzenart werden oder wurden, zum Teil nur regional, auch folgende weitere Trivialnamen verwendet: Meerschaumpfeifen, Pfeifenkopfwinde und Tabakspfeifenstrauch.

## Sonstiges
Aristolochia macrophylla besitzt die Fähigkeit zur Selbstreparatur bei Rissen im Festigungsgewebe (Sklerenchym). Diese Fähigkeit dient in der Bionik als Vorbild für eine selbstreparierende Schaumschutzschicht für luftgefüllte Membranen.